# Nowy Świat
Nowy Świat (o Ulica Nowy Świat, letteralmente "via Nuovo mondo") è un'importante strada del centro di Varsavia.
Comprende parte della "Strada Reale" (Trakt królewski), antica via che conduceva, da nord verso sud, dalla Città Vecchia alla residenza reale di Wilanów. 
Più precisamente l'estremità settentrionale di Nowy Świat inizia dove termina il Krakowskie Przedmieście, vicino al monumento di Niccolò Copernico, di fronte a Palazzo Staszic e a pochi metri dalla Chiesa di Santa Croce. Interseca poi ulica Świętokrzyska (Via Santa Croce) e Aleje Jerozolimskie (Corso Gerusalemme).
Alla sua estremità meridionale, a plac Trzech Krzyży ("Piazza delle tre croci"), Nowy Świat si trasforma nell'elegante Aleje Ujazdowskie (Corso Ujazdów), che si trasforma in ulica Belwederska (Via Belweder) e poi diviene ulica Sobieskiego (via Sobieski) mentre continua a correre verso sud, arrivando infine a Wilanów.

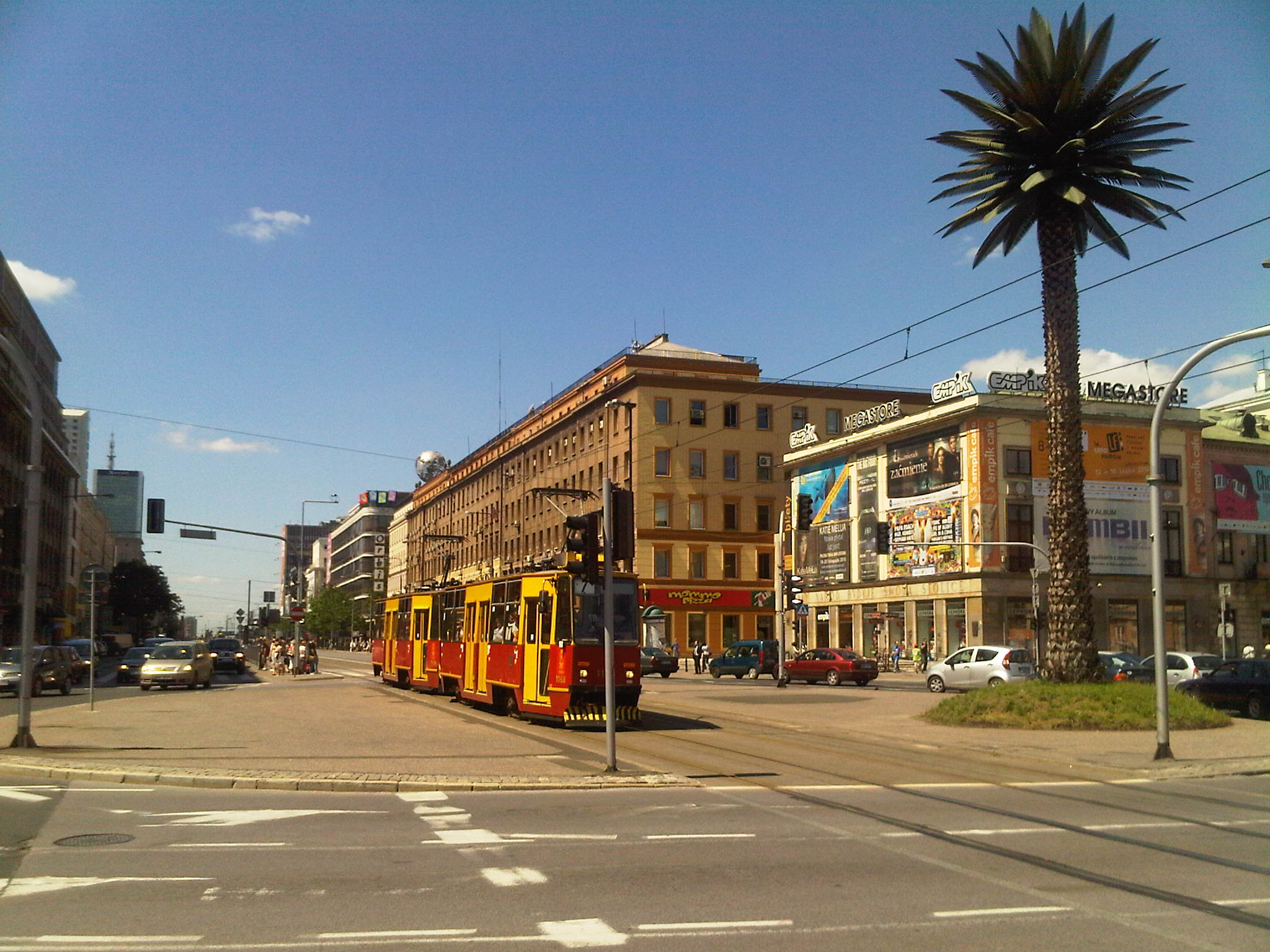
Rotatoria Charles de Gaulle

## Storia
Fino al XVI secolo, Nowy Świat era una strada principale che conduceva a numerosi palazzi nobiliari e villaggi a sud di Varsavia. Il nome attuale della via fu coniato nel XVII secolo, dopo che la città aveva cominciato a crescere considerevolmente (c.1640). Alla fine del XVIII secolo, i terreni lungo Nowy Świat erano diventati densamente urbanizzati, in gran parte occupati da palazzi in legno. Erano state inserite cunette e la strada stessa era pavimentata con ciottoli.
Nel periodo napoleonico, Varsavia crebbe ulteriormente e Nowy Świat fu ricostruita quasi completamente. Le case in legno lasciarono il posto a edifici neoclassici in pietra e mattoni, per lo più a tre piani. Alla fine del XIX secolo gli edifici erano stati ampliati e Nowy Świat era diventata una delle principali vie commerciali di Varsavia. Era anche una delle strade più trafficate, con numerosi negozi e ristoranti che attraevano cittadini di Varsavia e turisti. All'inizio del XX secolo, quasi tutte le tracce di architettura neoclassica erano andate perdute e nuovi edifici erano stati eretti, perlopiù in stile Art Nouveau.

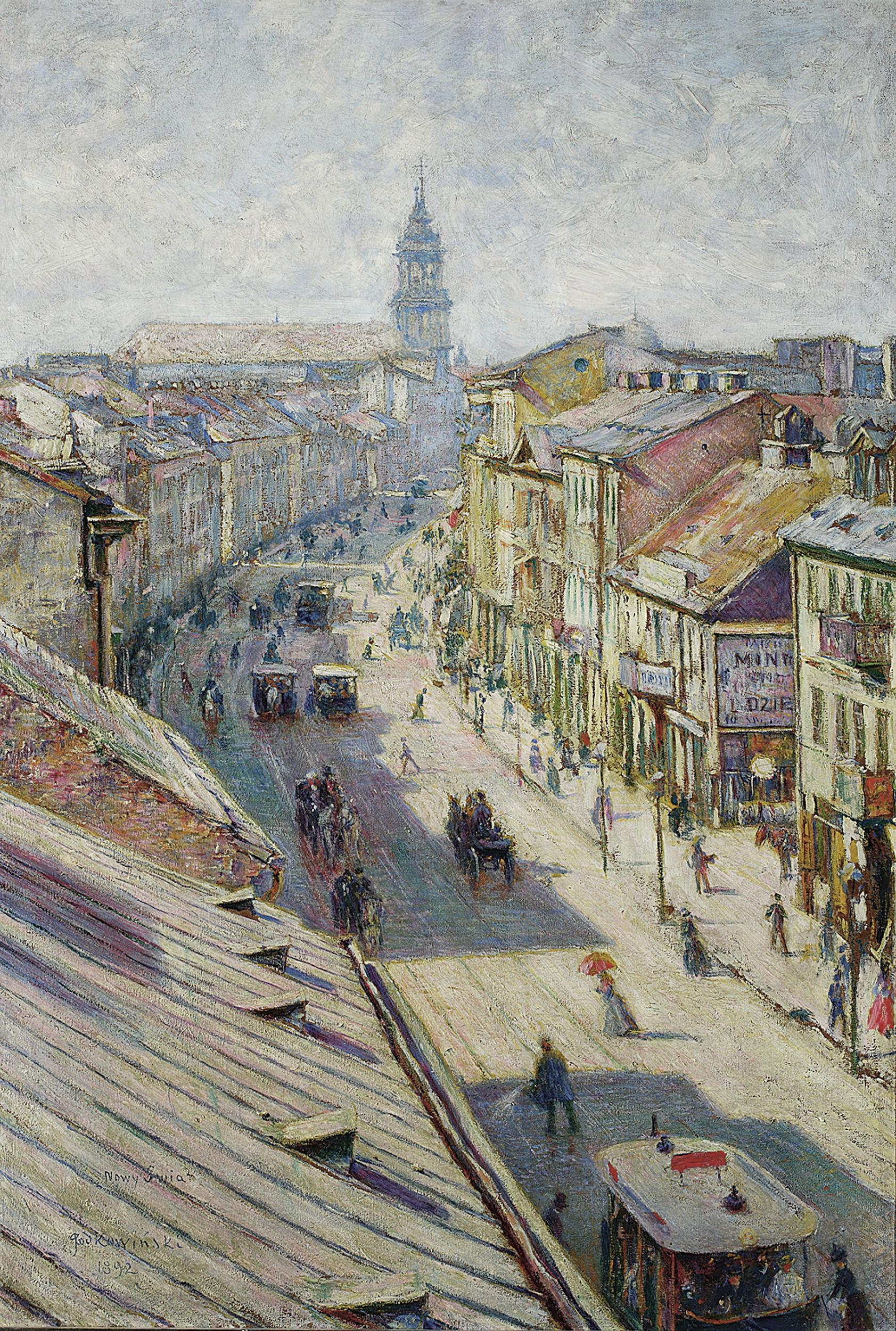
Dipinto di Nowy Świat, 1900

Durante la rivolta di Varsavia (agosto-ottobre 1944), Nowy Świat fu quasi completamente distrutta.. Alla fine della guerra fu deciso di ricostruire la strada ma poiché ripristinare l'architettura pre-conflitto di stile liberty sarebbe stato proibitivo, si ritornò al suo aspetto del XIX secolo. La ricostruzione della strada dopo la guerra fu diretta dall'architetto Zygmunt Stępiński.
Oggi, Nowy Świat vanta numerosi negozi, ristoranti e caffetterie.